# Петар Радичевић
Петар Радичевић - Пера (Топола, 9. јун 1931 — Београд, 2. мај 2013) био је српски стрипски аутор, сликар и илустратор. Најпознатији је по серијалу „Тајанствени витез“, смештеном у доба Немањића.
Добитник је Специјалног признања за допринос српском стрипу 2012. на Међународном салону стрипа у Београду.

## Биографија
Завршио је школе за примењену уметност у Београду и Новом Саду. Дипломирао на Академији за ликовну уметност у Београду.
Дебитовао је 1952. недељним хумористичким каишем у листу Чачански глас. У едицији "Никад робом" објављује од 1966. где је излазио и „Тајанствени витез“.
Радио је и многе илустроване књиге као и илустрације за Политикин Забавник.
Важније изложбе: „Београдски стрип 1935-85", „Салон југословенског стрипа“ 1986, Дани стрипа „Дечјих новина“ у Горњем Милановцу 1994, као и "60 година домаћег стрипа у Србији“ у Суботици 1995. Живео је и радио у Земуну.